# Petina Gappah
Petina Gappah, född 1971 i provinsen Copperbelt i Zambia, är en zimbabwisk jurist, författare, krönikör och bloggare. 
Gappah har studerat juridik vid University of Zimbabwe, University of Cambridge och Universität Graz. Hon har varit bosatt i Genève där hon arbetat som advokat, men flyttade tillbaka till Zimbabwe 2010. Hon skriver krönikor för sydafrikanska Sunday Times.
Gappahs debutbok, novellsamlingen Sorgesång för Easterly (An Elegy for Easterly, 2009, svensk översättning Helena Hansson 2010), utspelar sig i hemlandet Zimbabwe och belönades med Guardian First Book Award. År 2015 kom romanen Memorys bok (The Book of Memory, svensk översättning Helena Hansson 2017).